# Barenburg (Emden)
Barenburg ist ein Stadtteil von Emden in Niedersachsen und entstand erst Ende des 19./Anfang des 20. Jahrhunderts. Seine heutige Größe (mit rund 7000 Einwohnern zweitgrößter Emder Stadtteil) erreichte Barenburg allerdings erst nach dem Zweiten Weltkrieg. Barenburg wird im Westen, Süden und Osten von Kanälen begrenzt: im Westen vom Hinter Tief, im Süden vom Stadtgraben, einem Teil des Emder Walls, und im Osten vom Treckfahrtstief. Barenburg erstreckt sich über eine Fläche von 2,49 km².

## Lage
Barenburg grenzt im Norden an den Stadtteil Harsweg, die Grenze bildet die Bundesautobahn 31. Die übrigen Grenzen des Stadtteils werden ausschließlich von Gewässerläufen gebildet. Östlich von Barenburg liegt Tholenswehr, südöstlich Wolthusen. Die Grenze wird vom Treckfahrtstief gebildet. Im Südosten, jenseits des Emder Stadtgrabens, liegt Bentinkshof. Das Hinter Tief im Westen bildet auf einem sehr kurzen Abschnitt die Grenze zu Boltentor in Höhe des Emder Walls im äußersten Südwesten. Ansonsten trennt das Tief Barenburg von Früchteburg.

## Geschichte
Die ersten urkundlichen Erwähnungen Barenburgs finden sich in zwei Karten aus dem 16. Jahrhundert: In der Karte von s' Grooten aus dem Jahr 1564 und in einer Karte von Ubbo Emmius aus dem Jahr 1599. In beiden Fällen lautet die Schreibung Barenborg, was laut Arend Remmers auf die Burg eines Mannes mit dem Rufnamen Baare oder auf eine Verbindung mit Bär zurückzuführen ist. In jedem Fall kann es sich bei der „Burg“ allenfalls um ein so genanntes Steinhaus gehandelt haben.
Mit Ostfriesland kam das vorliegende Gebiet im Jahr 1744 zu Preußen. In den Jahren 1798 bis 1800 wurde zwischen Emden und Aurich der Treckschuitenfahrtskanal, später Treckfahrtstief genannt, angelegt. Er führte vom Emder Wall durch die Meeden nach Aurich und bildet heute die östliche Grenze des Stadtteils. Mit Schuten, die von Pferden getreidelt wurden, beförderte die Treckfahrtsgesellschaft Post, Stückgut und Passagiere, woher der Kanal seinen Namen erhalten hat. Federführend bei der Planung des Kanals war der aus Horsten stammende Wasserbauingenieur Tönjes Bley. Die Gesellschaft konnte sich nicht langfristig etablieren, da der Plan, den Kanal durch die gesamte ostfriesische Halbinsel zu führen, nicht zuletzt an Finanzierungsmängeln scheiterte.
Nach dem Zweiten Weltkrieg wurden zunächst polnische Besatzungstruppen in der Karl-von-Müller-Kaserne untergebracht. 1947 wurden mehrere Hundert jüdische Exilanten in der Kaserne einquartiert. Sie gehörten zu jenen Juden, die zuvor mit dem Schiff Exodus nach Palästina ausgewandert waren und von der britischen Besatzungsmacht in Palästina im Rahmen der Operation Oasis nach Europa zurückverschifft wurden. Nach einer Odyssee kamen mehrere Hundert Juden auch nach Emden. Die in der Emder Kaserne einquartierten polnischen Soldaten wurden dafür in andere Quartiere umgesiedelt. Die Juden verwalteten sich in Emden selbst. Die Organisation entsprach der in den Kibbuzim; daher bezeichneten die Juden das Lager Emden als Kibbuz „Ha Bokeja“. Da die Briten auch die Ehepartner von legal zugelassenen Einwanderern nach Palästina einreisen ließen, wurden zahlreiche Scheinehen geschlossen. Allein am 30. Dezember 1947 fanden neun Trauungen im Lager Emden statt. Auch mit gefälschten Ausweispapieren gelangten viele Exodus-Juden über Holland und Belgien nach Marseille und weiter zurück nach Palästina. Dort wurden die Ausweispapiere an eine Organisation weitergegeben, die sie umfälschte und nach Emden zurückbrachte. Das Lager war nicht abgesperrt; die Bewohner konnten sich frei in der Stadt bewegen. Mit der Unabhängigkeit und Staatsgründung Israels am 14. Mai 1948 entfielen alle Restriktionen gegenüber den Juden. Das Lager Emden wurde ab Juli 1948 geräumt.

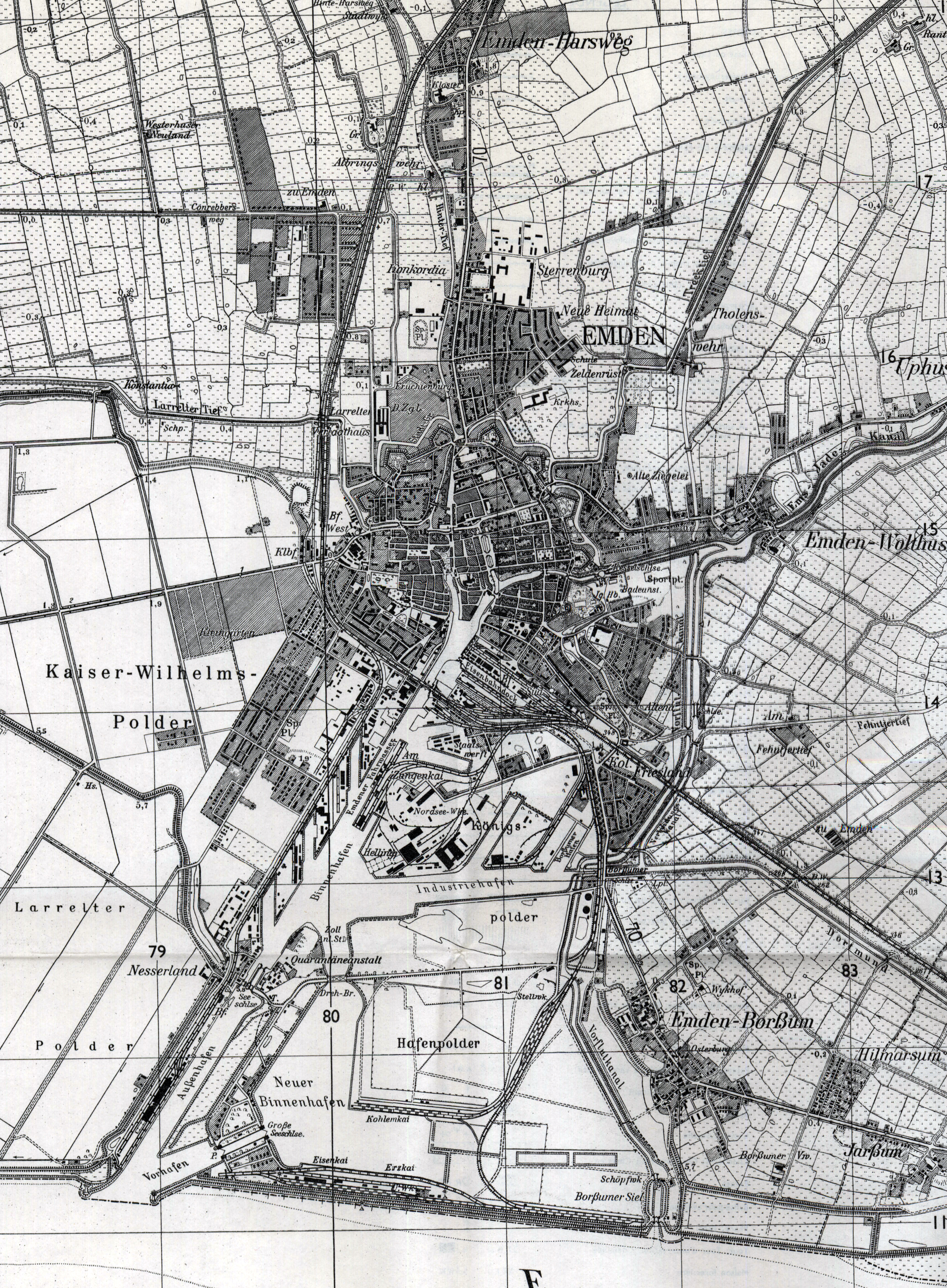
Topographische Karte Emdens von 1954: In Barenburg (rechts oben) ist das Gebiet bis einschließlich der Heinrich-Heine-Straße bebaut.

In der Wiederaufbauphase der Stadt konzentrierte Emden die städtebauliche Entwicklung unter anderem auf Barenburg. Eingeweiht wurden beispielsweise 1954 Wohnblocks an der August-Bebel-Straße. In den 1950ern entstanden nicht nur neue Wohnbauten als Ersatz für die Wohnraumverluste; auch Händler folgten ihren Kunden und eröffneten Geschäfte in den neuen Wohnquartieren, was in jenem Jahrzehnt stark zu Lasten der Innenstadtentwicklung ging. Die Barenburgschule (heute: Pestalozzischule) wurde 1952 eröffnet, 1956/57 folgte der Bau der katholischen St.-Walburga-Kirche. 1953 verband erstmals eine regelmäßige Buslinie Barenburg und die Innenstadt.
Ab 1968 wurde die damals noch zweispurige Westumgehungsstraße angelegt, der Vorgänger der heutigen ersten beiden Abschnitte der A 31. Dies geschah, um den zunehmenden Autoverkehr zu den Industriebetrieben im Emder Westen, vor allem dem Volkswagenwerk Emden, von der Auricher Straße und aus der Innenstadt fernzuhalten.
1976 zog das ABC-Abwehrbataillon 110 in die Karl-von-Müller-Kaserne ein.

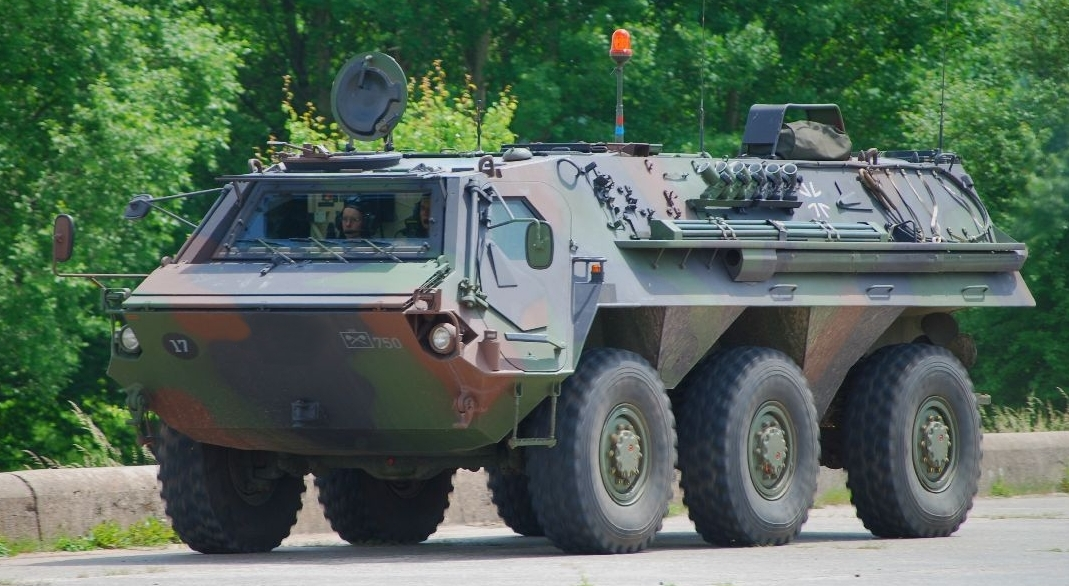
Jahrelang ein gewohntes Bild in Barenburg: der Spürpanzer Fuchs der ABC-Abwehr

In Barenburg wurden in den 1970er-Jahren im Zuge der Wohnverdichtung von der ehemals gewerkschaftseigenen Wohnungsbaugesellschaft Neue Heimat mehrere Hochhäuser mit bis zu elf Stockwerken errichtet. „Höhepunkt“ dieser städtebaulichen Entwicklung war der Bau der beiden 35 Meter hohen und 120 Meter langen „Glaspaläste“, die 1973 fertiggestellt wurden und die größten Wohnhäuser Ostfrieslands waren. Im Jahre 1978 gründete sich ein Bürgerverein, der sich in dem jungen Stadtteil zum Ziel gesetzt hatte, den Zusammenhalt der Einwohner zu fördern. Durch den Wegzug von Bewohnern standen jedoch bereits in den 1980er-Jahren Wohnungen leer, spätestens mit dem Zuzug vieler Übersiedler, Aussiedler und Asylsuchender am Ende der 1980er- und Beginn der 1990er-Jahre wurde dieser Trend kurzfristig gestoppt. Zwischen 1994 und 2002 verlor der Stadtteil wieder über 16 Prozent seiner Einwohner. Zwischen 1994 und 1999 stieg zugleich die Zahl der Nationalitäten in Barenburg von 51 auf 60. Im Jahr 2002 lag der Anteil von Empfängern der Hilfe zum Lebensunterhalt in der am dichtesten bebauten Klein-von-Diepold-Straße bei rund 30 Prozent, davon 44 Prozent Kinder und Jugendliche. Die Arbeitslosenquote betrug seinerzeit 20 Prozent im Vergleich zu damals zwölf im gesamten Emder Stadtgebiet. Wie eine Studie der Fachhochschule Emden/Leer ergab, hat Barenburg in der Emder Einwohnerschaft ein erhebliches Imageproblem. Die Barenburger selbst beklagten gegenüber den Interviewern vor allem nachbarschaftliche Defizite innerhalb des Stadtteils.
1999 erfolgte die Aufnahme Barenburgs in das Programm Soziale Stadt. Neben verstärkter Sozialarbeit sind seither auch bauliche Maßnahmen erfolgt; dazu gehören die Anlage eines Sportparks rund um das bereits zuvor genutzte Gelände des Sportvereins Blau-Gelb Barenburg (nach Fusion jetzt Kickers Emden), der Umbau eines Weltkriegsbunkers zum Kulturbunker als Stadtteiltreff und für stadtweite kulturelle Veranstaltungen sowie der bereits seit Jahren diskutierte Abriss eines der beiden Glaspaläste an der Klein-von-Diepold-Straße. Zur weiteren Entwicklung Barenburgs gehört auch die Umnutzung des Kasernengeländes. Nach der Auflösung des ABC-Abwehrbataillons 110 im Jahre 1997 stand es über Jahre leer und wurde zeitweilig sogar als Ausweichparkplatz für im Hafen umzuschlagende Autos sowie als Schafweide genutzt. 2011 wurde ein Discount-Markt angesiedelt, die städtebauliche Entwicklung hat mit der Ausweisung von Baugrundstücken begonnen. 50 sollen insgesamt entstehen, von der ersten Tranche von 32 Grundstücken sind die meisten verkauft. Einer der Kasernenblocks wird zu einer Wohnanlage mit barrierefreien Wohnungen für alte und behinderte Menschen umgebaut.

## Architektur und Städtebau

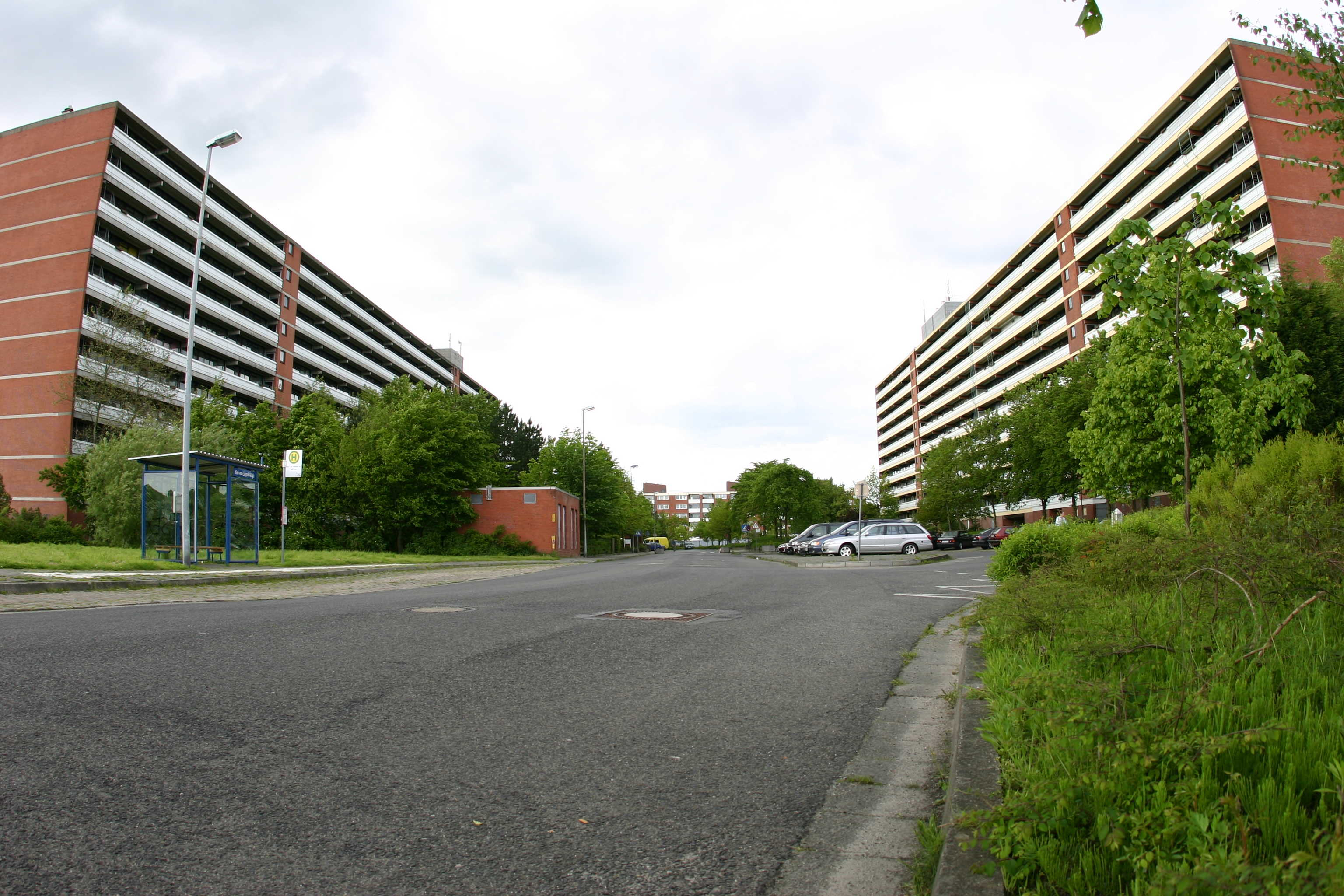
Glaspaläste

Im Westen des Stadtteils befinden sich Häuser aus der Jahrhundertwende vom 19. zum 20. Jahrhundert. Rasch gewachsen ist Barenburg jedoch zum einen in der Wiederaufbauphase in der ersten Hälfte der 1950er, zum anderen in den späten 1960ern/frühen 1970ern durch massive Bebauung, an der wesentlich das ehemals gewerkschaftseigene Unternehmen Neue Heimat beteiligt war.
An der Eggenastraße befindet sich eine zweigeschossige Reihenhauszeile, die dem Jugendstil zuzuordnen ist.
Einige Häuser aus den 1920er-Jahren zeigen Züge des Klinker-Expressionismus. Jene Häuser, die in den ersten beiden Jahrzehnten nach dem Zweiten Weltkrieg die immense Wohnungsnot in der 1944 stark zerstörten Stadt lindern halfen, sind zumeist praktische Bauten, gehalten in dem für Ostfriesland so typischen roten Klinkerstein.
In Barenburg befanden sich die beiden größten, ursprünglich absolut baugleichen Wohnhäuser Ostfrieslands. Die beiden langgezogene Hochhäuser mit elf Stockwerken erhielten im Volksmund den Beinamen Glaspaläste. 2005 entbrannte in der Stadt eine Diskussion darüber, ob einer der beiden Glaspaläste abgerissen werden sollte, da von 160 Mieteinheiten lediglich etwa 20 vermietet waren. Nachdem die Stadt Emden im Jahr 2012 einen der beiden Glaspaläste erwerben konnte, wurde Anfang 2013 mit dem Abbruch des Gebäudes begonnen. Die Abbrucharbeiten werden voraussichtlich 1,5 Millionen Euro kosten. Das Gelände soll vor 2023 nicht neu bebaut werden. Ein eventueller Abriss des zweiten Glaspalastes ist derzeit nicht geplant.
Ein weiteres Hochhaus mit acht Stockwerken sowie drei- bis viergeschossige, in Klinker gehaltene Wohnbauten sowie ein massives, fünfstöckiges Seniorenwohnheim aus den späten 1960er und frühen 1970er Jahren trugen ebenfalls zur dichten Wohnbebauung in Barenburg bei, ehe ab den späten 1970er Jahren eine Hinwendung zur Ausweisung von Baugebieten für Einfamilienhäuser stattfand.
Abgesehen vom ehemaligen Gelände der Karl-von-Müller-Kaserne gibt es kaum noch größere zusammenhängende Freiflächen, die sich zur Wohnbebauung eignen, so dass eine weitere Entwicklung des Stadtteils im Wesentlichen nur noch durch Sanierung und/oder Abriss und Neubebauung vorhandener Häuser möglich ist.

## Einwohner
Barenburg hat derzeit 7141 Einwohner (31. Dezember 2010). Damit leben in Barenburg knapp 14 Prozent aller Emder. Von den 7141 Einwohnern sind 6568 Deutsche und 573 Ausländer. Das entspricht einem Anteil acht Prozent und in absoluten Zahlen – mit geringem Abstand – der zweithöchste Wert nach dem Stadtzentrum (688), das jedoch auch rund 1700 Einwohner mehr hat. Spätaussiedler und andere Deutsche mit Migrationshintergrund, von denen in Barenburg ebenfalls eine größere Zahl leben, sind in dieser Statistik nicht inbegriffen.

## Politik
Barenburg ist eine Hochburg der SPD, die bei den Wahlen klar vor allen anderen Parteien liegt. Bei der Bundestagswahl 2013 jedoch zeigte sich dies in den vier Barenburger Wahlbezirken (ein fünfter wird mit großer Mehrheit von den Einwohnern Früchteburgs gebildet) in unterschiedlich ausgeprägtem Maße. Im Wahlbezirk Förderschule holten die Sozialdemokraten 58,12 Prozent der Zweitstimmen. Die CDU kam hier auf 19,84 und die Linke auf 9,53 Prozent der Stimmen. Für die Christdemokraten war dies klar unter dem stadtweiten Ergebnis, für die Linke klar darüber. Im Stimmbezirk Grüner Weg holte die SPD 49,13 Prozent der Stimmen, die CDU überdurchschnittliche 29,58 und die Linke ebenfalls überdurchschnittliche 8,65 Prozent. Im Stimmbezirk Neue Heimat gaben 45,57 Prozent der Wähler der SPD ihre Stimme, was bereits unter dem städtischen Durchschnitt lag. Die CDU kam dort auf unterdurchschnittliche 23 und die Linke auf überdurchschnittliche 9,73 Prozent. Im Wahlbezirk Barenburg erhielt die SPD unterdurchschnittliche 43,45 Prozent. Die CDU lag mit 26,98 Prozent exakt einen Prozentpunkt über dem stadtweiten Ergebnis, die Linke holte mit 12,89 Prozent das beste Ergebnis aller Emder Stimmbezirke. In jenem Bezirk gewann die FDP 3,17 Prozent, was diesen Wahlbezirk zum einzigen Barenburgs machte, in dem die FDP (wenn auch minimal) über dem Stadtergebnis lag. Im Bezirk Neue Heimat lagen die Grünen mit 10,61 über dem Stadtergebnis, in den anderen teils deutlich darunter. Zum Vergleich: Im gesamten Stadtgebiet erreichte die SPD 48,59, die CDU 25,98, die FDP 3,13, die Grünen 9,15 und die Linken 6,04 Prozent. Auf sonstige Parteien entfielen stadtweit 7,04 Prozent. Die Wahlbeteiligung lag bei 67,2 Prozent.

## Öffentliche Einrichtungen

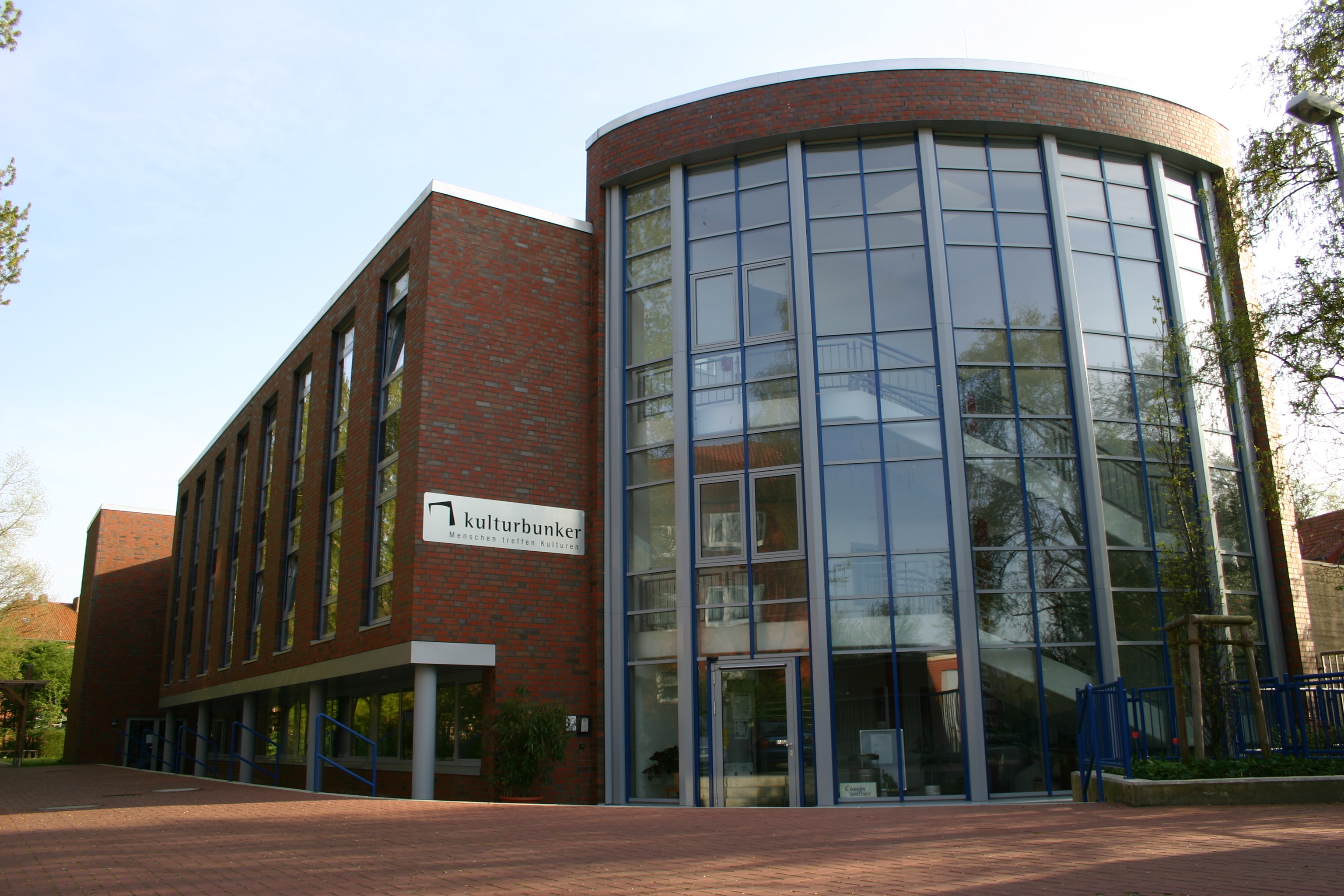
Kulturbunker, Vorderansicht

Die Klinikum Emden Hans Susemihl-Krankenhaus gGmbH (HSK) liegt in Barenburg, desgleichen das Gymnasium am Treckfahrtstief  (GaT). Eine Grundschule befindet sich in diesem Stadtteil, zudem Emdens einzige Förderschule für geistige Entwicklung.
Im Jahre 2005 wurde der Kulturbunker eröffnet. Dabei handelt es sich um einen ehemaligen Luftschutzbunker, der mit einem Aufwand von mehr als zwei Millionen Euro zu einem Stadtteil- und Kulturzentrum umgebaut worden ist.
In Barenburg befindet sich die ehemalige Karl-von-Müller-Kaserne, benannt nach dem Kommandanten des Kleinen Kreuzers Emden im Ersten Weltkrieg. Dort war bis Mitte der 1990er Jahre das ABC-Abwehrbataillon 110 der Bundeswehr stationiert. Nach Auflösung der Einheit wurde die Kaserne geschlossen, eine Nachnutzung ist bis heute nicht gefunden worden. Diskutiert wird zurzeit eine Nutzung für Wohnen, Nahversorgung sowie Sport. Umgesetzt worden ist davon bislang (Stand: Dezember 2008) lediglich die Wiederherrichtung des früheren Kasernen-Sportplatzes als Trainingsgelände für den BSV Kickers Emden sowie für die sportliche Nutzung des Stadtteilzentrums.

## Verkehr

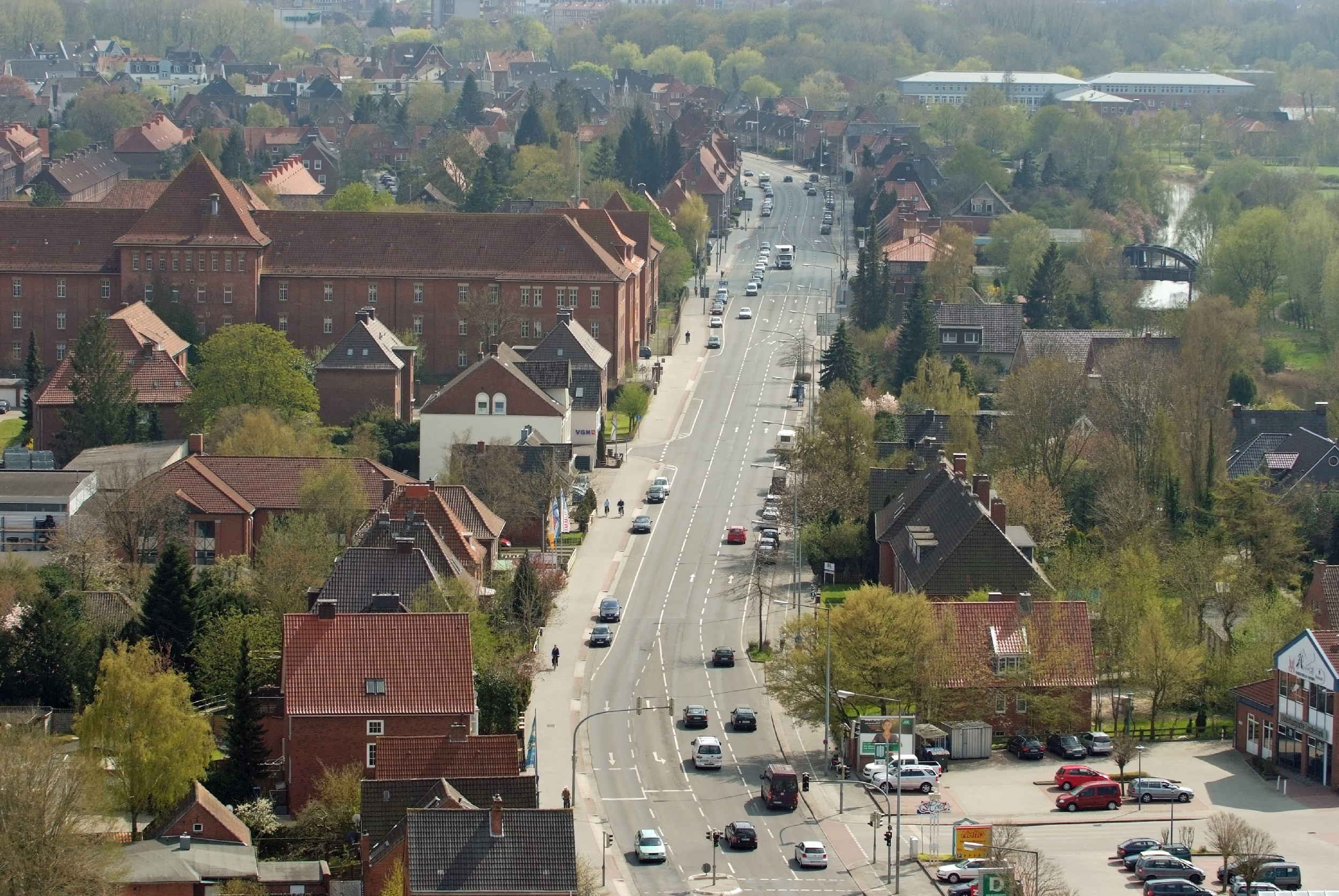
Auricher Straße

Hauptverkehrsstraße im Stadtteil ist die Auricher Straße, die in früheren Jahrzehnten Teil der Bundesstraße 70 von Wesel nach Norddeich war und inzwischen entwidmet ist. Mit 23.128 Kraftfahrzeugen täglich (Stand nach aktuell gültigem Verkehrsentwicklungsplan vom Beginn der 2000er-Jahre) zählt der Abschnitt zwischen der Anschlussstelle Emden-Mitte der A 31 und der Kreuzung mit der Schützenstraße/Geibelstraße zu den am stärksten befahrenen Straßenabschnitten Emdens. Auf der Auricher Straße zwischen der Kreuzung mit der Schützenstraße/Geibelstraße und dem Wallübergang in die Innenstadt sind es noch 16.800 Fahrzeuge, auf dem Wallübergang selbst 21.200. Die weitere Erschließung des Stadtteils übernehmen vor allem die Geibelstraße einerseits sowie die Bolardus- und Eggenastraße andererseits. Die beiden letztgenannten sind jeweils Einbahnstraßen, wobei die Bolardusstraße von der Auricher Straße aus nach Barenburg hineinführt und die Eggenastraße hinaus. Auf der Geibelstraße herrscht eine Verkehrsbelastung von deutlich mehr als 5000 Fahrzeugen täglich, die Bolardus- und Eggenastraße sind mit gut 4200 bzw. rund 2900 Kraftfahrzeugen belastet. Die Autobahn ist zwischen den Anschlussstellen Emden-Wolthusen und Emden-Mitte mit durchschnittlich 15.700 Fahrzeugen belastet. Die letztgenannte Anschlussstelle liegt auf der Grenze zwischen den Stadtteilen Barenburg und Harsweg und ist die nächstgelegene für den Stadtteil.
Barenburg wird von den Linien 1,2,3 und 11 des Emder Stadtverkehrs erschlossen. 
Die Linie 1 fährt vom Hauptbahnhof nach Conrebbersweg und fährt dazu auch durch das südliche Barenburg am Klinikum vorbei. 
Die Linien 2 und 3 bedienen Barenburg in einem Ringverkehr. 
Die Linie 11 fährt vom Hauptbahnhof nach Harsweg und fährt dabei auch durch einen Teil Barenburgs.

## Sport
Der Stadtteil liegt im unmittelbaren Einzugsbereich von Kickers Emden, dessen Stadion zwar im Nachbarstadtteil Früchteburg steht, jedoch nur unweit Barenburgs. Im Jahre 1976 wurde in Barenburg ein neuer Sportverein gegründet: der Postsportverein Emden e. V., der sich vor allem an Beschäftigte der damaligen Deutschen Bundespost wandte. Nach der Privatisierung der Bundespost in den 1990er Jahren wurde der Verein in SV Blau-Gelb Barenburg-Emden e. V. umbenannt. Im Mai 2008 fusionierten der BSV Kickers und Blau-Gelb. Da der BSV Kickers der deutlich größere und höherklassiger spielende Verein war, kann auch von einer Übernahme gesprochen werden. Um jedoch die Barenburger im neuen Verein nicht ganz „verschwinden“ zu lassen, wurde aus dem „Ballspielverein Kickers Emden“ der „Barenburger Sportverein Kickers Emden“, was somit die althergebrachte Abkürzung erhält.
Auf dem Gelände des früheren BG Barenburg, der über einen Sportplatz verfügt, können nun die Jugendmannschaften des BSV spielen. Außerdem ist von der Stadt der ehemalige Sportplatz der Kaserne wieder hergerichtet worden, der ebenfalls für Jugendmannschaften oder Trainingszwecke der ersten Herrenmannschaft zur Verfügung steht.